# Райновец
Райновец е чешма, построена в град Копривщица, изпълнена от зеленикаво смолянско габро, в характерния за града ренесансов стил. Водохващането на източника е извършено от едноименния извор.
Чешмата е построена със средствата на женското благотворително дружество „Благовещение“ през 1901 година.Намира се на малък площад наречен „Изгорът“ или „Жупата“,на кръстопътя на улица „Константин Доганов“, ул. „Георги Тиханек“ и ул. „Полковник Кесяков“, на кратко разстояние от архитектурния комплекс „Доганови къщи“ в Ламбовска (Кокон) махала.
Конструкцията на Райновец е оформена в архитектурния вид, характерен за повечето водоизточници в града. Горният свод на плитката ниша на чешмата има характерните „кобилични“форми на стила определян като български барок. Тук е вградена паметна плоча от бял, полиран мрамор с възпоменателен текст:
| „ | Райновецъ. Притежание и постройка на женското благотворително дружество Благовещение въ гр, Копривщица. 1 ноемврий 1901 г. гр. Копривщица. | “ |

Долната част на бароковата ниша съдържа друга по-малка, но по-дълбока (пезул) предназначена за черпака, с който се пие водата. Пред чешмите обикновено има поставено каменно корито за водопой на добитъка. Чешмата е строена от неизвестен майстор, по подобие на Чалъковата (на Нешо Чалъков) и Пейовската. Някои детайли от украсата и са съкратени или изобщо не са сложени. Фасадата има размери: висиочина 180 см. и ширина 143 см., сравнително големи за чешмите, градени през тези гидини.